# Sanctuaire faunique de Fambong Lho
Le sanctuaire faunique de Fambong Lho (anglais : Fambong Lho Wildlife Sanctuary) est un sanctuaire faunique de l'Inde située dans l'État du Sikkim. On y retrouve entre autres l'Hirondelle du Népal.